# 孝子
孝子（こうし）は、父母によく仕える子供のこと。
中国では儒教において「孝」は最も重要視された徳目の1つであり、古代より顕彰の対象とされた。
日本でも儒教の影響を受けて、律令法に孝子を顕彰する規定が定められた。すなわち、賦役令では孝子・順孫・義夫・節婦の聞こえがある者を太政官に報告し、天皇へ奏聞を行い、その家の門前か所属する里の入口に孝状を掲げてその人物と同一戸の全ての公民に対する全ての課役を免除した。
また戸令には国守巡行の際に好学・篤道・孝悌・忠信・清白・異行（いあん）の行いのある者を見出して中央に推挙することを義務付けている。『続日本紀』にはこれらの規定に基づく措置の記事が見られるが、宗族を主体とした中国的な家族制度を持たない日本において孝子の概念がどこまで正確に理解されていたか不明な側面もある。
江戸時代には、領主により孝子に対する褒賞も行われている。
明治8年（1875年）7月10日に内務省が出した第121号布達「孝子貞婦義僕奇特ノ者賞與常例」にあるように、明治政府でも孝子などに対する褒賞が続けられた。
また『官報 第1158號 昭和5年（1930年）11月7日』に「孝子表彰　孝子順孫ニシテ 其徳行 卓絶シ衆庶ノ模範タルヘキ者トシテ 去月三十日文部大臣ヨリ表彰シタル者左ノ如シ（文部省）」とあり、昭和5年（1930年）10月30日に田中隆三文部大臣が「孝子表彰」した人々の住所氏名が列挙されており、昭和時代にも文部省によって孝子への褒賞が行われていたことが分かる。